# Gaetano Carolei
Gaetano Carolei (Napoli, 15 novembre 1896 – Roma, 22 febbraio 1974) è stato un militare italiano, decorato con la medaglia d'oro al valor militare a vivente nel corso della prima guerra mondiale. Grande invalido di guerra, nel primo dopoguerra lavorò all'Ufficio Storico del Corpo di Stato Maggiore, dove redasse alcuni libri bibliografici sui decorati con la massima onorificenza italiana.

## Biografia

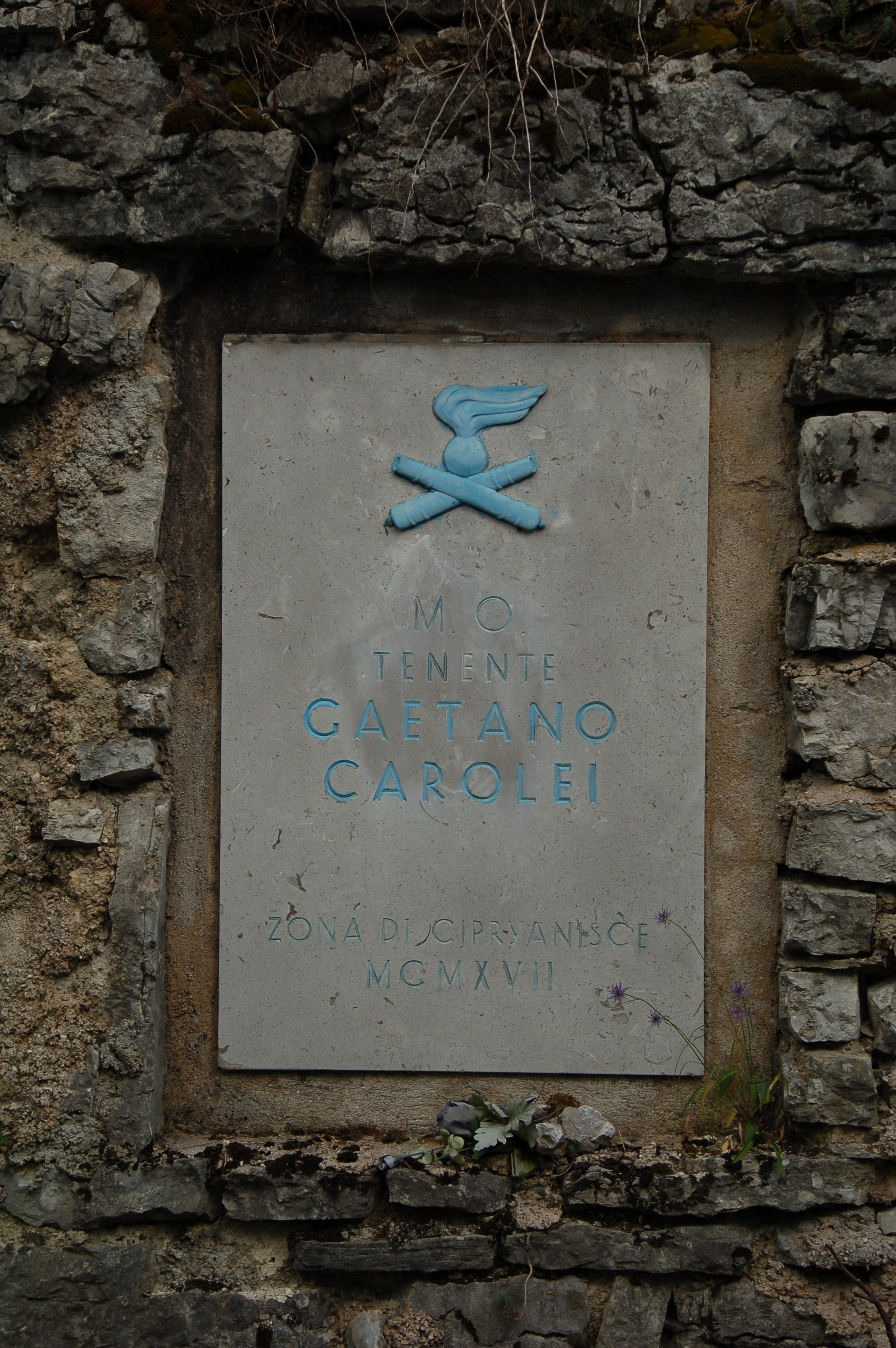
Lapide commemorativa del tenente Gaetano Carolei, posta sulla strada degli artiglieri di Rovereto.

Nacque a Napoli il 15 novembre 1896, figlio di Carmine e Matilde Baffi, all'interno di una nobile famiglia di origini calabresi. Tra il 1911 e il 1914 frequentò la Scuola militare della Nunziatella, dove ebbe come compagno di corso Raffaele Tarantini. Al termine della scuola si trasferì a Torino, entrando nella Regia Accademia di Artiglieria e Genio, uscendone nel maggio 1915 con il grado di sottotenente, assegnato all'arma di artiglieria.
Venne assegnato come ufficiale alla 7ª Batteria, del 14º Reggimento artiglieria da campagna, operante nella zona di Gorizia, venendo decorato con una Medaglia di bronzo al valor militare nel corso dell'autunno di quello stesso anno. Promosso tenente nell'aprile 1916, il 12 maggio dell'anno successivo si distinse particolarmente durante la battaglia di Cipryanisce, dove rimase gravemente ferito al volto durante i combattimenti, e per il coraggio dimostrato nel continuare la propria opera di comando, nonostante gli fosse rimasto un solo pezzo di artiglieria e fosse sotto il fuoco nemico, fu insignito della Medaglia d'oro al valor militare.
Congedato al termine delle ostilità, riprese servizio come capitano nel corso del 1924, assegnato all'Ufficio Storico del Corpo di Stato Maggiore, divenendo nel 1926 Consigliere segretario del Gruppo delle Medaglie d'oro al valor militare. Messo a riposo nel 1931, venne iscritto al ruolo d'onore. All'atto dell'entrata in guerra del Regno d'Italia, avvenuta il 10 giugno 1940, riprese servizio come tenente colonnello assegnato al comando artiglieria della 1ª Armata, al comando del generale Pietro Pintor. Nel maggio 1943 divenne consigliere presso la Corte dei Conti.
Dopo la fine della guerra, continuò la carriera nell'Esercito Italiano, promosso generale di divisione nel 1959 e raggiungendo poi il grado di generale di corpo d'armata. È stato inoltre Presidente di Sezione della Corte dei Conti e Guardia d'Onore del Pantheon. Collocato definitivamente a riposo nel 1966 con l'incarico onorifico di Presidente della Corte dei Conti, nell'ottobre 1967 divenne Presidente del Gruppo Medaglie d'oro al valor militare.
Accanto alla sua opera nella società civile, in qualità di membro dell'Istituto del Nastro Azzurro, è stato autore di numerose pubblicazioni riguardanti i decorati di Medaglia d'oro al valor militare.
Dal 1968 al 1974, anno della sua morte, ricoprì l'incarico di Presidente dell'Associazione nazionale artiglieri d'Italia.
Al generale Carolei è dedicato un busto in bronzo nel Palazzo del Comune di Napoli, una lapide sulla strada degli artiglieri di Rovereto, una lapide all'interno dell'ex caserma di via Cumano a Trieste, e una via a Fiumicino.

## Pubblicazioni
- Le medaglie d'oro dell'arma di artiglieria (1848-1938 – XV), Gruppo delle medaglie d'oro al valor militare, Roma, 1939.
- Le operazioni militari d'oltremare : le medaglie d'oro al valor militare dal 1871 al 1914, Tipografia regionale, Roma, 1958.
- Il risorgimento italiano. Le Medaglie d'oro al valor militare dal 1848 al 1870,  Ed. Gruppo Medaglie d'Oro al Valore Militare d'Italia, Roma, 1950.
- Le medaglie d'oro al valor militare 1915-1916, Gruppo medaglie d'oro al valore militare d'Italia; testo di Gaetano Carolei; ritratti di Guido Greganti e dell'allievo Giuseppe Modica, Tipografia regionale, Roma, 1968.

### Annotazioni
1. ↑  Il 24 maggio 1915 il Regno d'Italia era entrato nella prima guerra mondiale.

### Fonti
1. 1 2 3 4 5  Carolei, Greganti, Modica 1968, p. 30.
2. 1 2 3 4 5 6 7  Combattenti Liberazione.
3. 1 2 3 4 5  Nappi 2015, p. 60.
4. ↑  Albo d'Oro della Nunziatella Archiviato l'11 aprile 2011 in Internet Archive..
5. ↑  Quirinale - scheda - visto 17 settembre 2018